# 吳萬教
吳萬教（1957年7月—），中華民國空軍二級上將（退役）、臺灣本省人，雲林縣元長鄉西庄村人，籍貫臺灣省雲林縣，畢業於空軍官校正68年班、南華大學NPO碩士，是中國國民黨籍前總統馬英九任內拔擢的唯一一位本省籍上將，也是唯一一位有晉升上將的國防部總督察長，同期同學也是上將含故參謀總長沈一鳴，曾任總統府戰略顧問、漢翔董事、國防院董事、國防大學校長、國防智庫籌備處副主任、國防部總督察長、空軍副司令、空作部指揮官、空軍政戰主任、空作部副指揮官、空軍督察長、空軍427（今三聯隊）聯隊長。

## 荣誉

### 中华民国勋章奖章
- 四等宝鼎勋章（2019年4月1日于台北总统府颁授[4]）

## 爭議
吳萬教在當空軍基層時，比同期的基層還要拼，但等到當了基地聯隊主官管後，卻開始東擋西擋，就怕有人影響了他未來的仕途，他也因此在軍界與媒體界得到綽號「天邊一朵雲」，最有名的事件就是他在擔任空軍作戰指揮部指揮官時，空軍救護總隊遭他口頭懲戒事件，他也因此被下放至國防大學擔任校長。